# أوريبان
أوريبان هي بلدية في فنلندا تقع في منطقة فارسينايس سوومي في فنلندا. يبلغ عدد سكان البلدية 1،363 (31 يناير 2019) [1] ويغطي مساحة قدرها 117.72 كيلومتر مربع (45.45 ميل مربع) منها 0.1 كيلومتر مربع (0.039 ميل مربع) عبارة عن ماء. تبلغ الكثافة السكانية 11.59 نسمة لكل كيلومتر مربع (30.0 / ميل مربع).

## روابط خارجية
- بلدية أوريبان- الموقع الرسمي باللغة الفنلندية